# Université nationale Karpenko-Kary
L'université nationale de théâtre, de cinéma et de télévision Karpenko-Kary de Kyïv (en ukrainien : Київський національний університет театру, кіно і телебачення імені Івана Карпенка-Карого, Kyïvski natsionalny ouniversitet teatra, kino i telebachenia imeni Ivana Karpenko-Karovo) est l'établissement public d'enseignement supérieur d'Ukraine qui forme à la création et à la gestion de production audiovisuelle, du cinéma, de l'animation et du multimédia. Fondée en 1904, elle prend en 1945 le nom de l'écrivain, dramaturge et acteur ukrainien Ivan Karpenko-Kary à l'occasion du centenaire de sa naissance.

## Historique
Le projet de création d'une école musicale et dramatique appartient au compositeur et musicologue ukrainien Mykola Lyssenko, qui dépose une requête auprès du gouvernement en 1898. Le 5 mars 1899, le Ministère des affaires intérieures en définit la charte, mais à cause du manque de financement, l'établissement n'ouvrira ses portes que cinq ans plus tard, en septembre 1904. On installe l'école dans l'ancien manoir du médecin psychiatre Ivan Sikorski (1842-1919), au no 40 rue Bolchaïa Podvalnaïa (depuis 1977, rue Iaroslavov Val). 

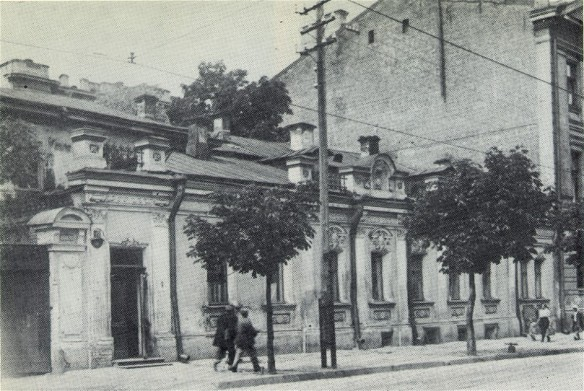
La première école vers 1910.

Le cursus s'étale initialement sur quatre années, puis se réduit à trois années. Les matières d'enseignement obligatoires sont l'expression artistique, la déclamation et la mise en scène. Les matières facultatives sont l'escrime, la danse, le maquillage, l'histoire du théâtre, l'histoire de la culture, la psychologie, l'esthétique, l'italien et le français. 
Dans le premier corps enseignant on retrouve Mykola Lyssenko et sa nièce, l'actrice Maria Mikhaïlovna Staritskaïa (1865-1930), qui dirige la section d'art dramatique.
Après la mort de Lyssenko, l'école porte son nom.
Après la révolution de Février, qui met fin à l’Empire en 1917, dans l'Ukraine nouvellement indépendante, le Ministère de la culture rédige le décret stipulant la réorganisation de l'école en Institut supérieur musical et dramatique Lyssenko ayant le statut et le programme d'un conservatoire.
En 1930, sous l’autorité du gouvernement soviétique, l'institut propose le seul cursus en polonais afin de compléter la troupe du théâtre national polonais de Kyïv fondé en 1929. Ses artistes seront presque tous déportés et exterminés, à la suite du programme de déportation des peuples en 1937-1938, avant la fermeture définitive du théâtre.
Au début de la Seconde Guerre mondiale, en 1941, l'établissement sera évacué à Kharkiv, puis à Saratov et enfin à Moscou où sa troupe fusionne avec celle de l'Académie russe des arts du théâtre. La section ukrainienne y sera dirigée par le professeur Mikhaïl Tarkhanov (ru).

## Anciens étudiants
- Roman Balaïan, réalisateur, scénariste et acteur d'origine arménienne.
- Borislav Brondoukov, acteur ukrainien et soviétique.
- Elina Bystritskaïa, actrice.
- Aleksey Gorbounov, acteur.
- Alexander Kochetz, chef de chœur.
- Gregory Hlady, metteur en scène et acteur québécois d'origine ukrainienne.
- Maria Hrebinetska, actrice de théâtre et soprano ukrainienne.
- Ivan Kozlovski (1900-1993), ténor russe.
- Hanna Lypkivska, théâtrologue.
- Ada Rogovtseva, actrice.
- Laryssa Khorolets, actrice et ministre de la culture.
- Felix Sobolev (1931-1984), réalisateur.
- Olga Soumska (1966-), actrice.
- Konstantin Stepankov, acteur
- Bohdan Stoupka, acteur

## Enseignants
- Amvrossi Boutchma,
- Marina Diatchenko, actrice, auteure y fut élève puis enseignante,
- Levko Révoutsky, professeur de musique ;
- Konstantin Khokhlov, acteur et metteur en scène ;
- Lioubov Hakkebouch, y a enseigné et travaillait sur des traductions de pièces ;
- Olena Muravyova, professeur de chant de 1906 à 1920 ;
- Oleksandr Borodaï, début XXe siècle ;
- Konstantin Stepankov ;
- Maria Staritskaïa, professeur d'art dramatique ;
- Bohdan Stoupka, directeur artistique du cours de théâtre en 2006-2010.